# QSL-карточка

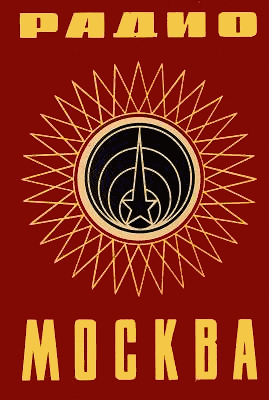
QSL-карточка радио Москва, 1969

QSL-карточка (карточка-квитанция, в обиходе — QSL) — документальное подтверждение факта проведения сеанса радиосвязи (QSO) между двумя радиолюбителями. Название происходит от Q-кода QSL, означающего «Вашу информацию получил». Используются в качестве доказательства достижений радиолюбителя и являются основанием для присвоения радиолюбительских дипломов и других наград.

## Форма и исполнение
QSL-карточка — бумажная карточка, обычно размером около 140×90 мм, которая содержит информацию о проведенной радиосвязи: позывные обоих операторов, время и дата контакта, использованная радиочастота, вид модуляции, рапорт (код, описывающий качество приёма), данные о месторасположении радиостанции. Кроме того, может указываться дополнительная информация: характеристики антенны и приёмно-передающей аппаратуры, условия связи (наличие помех, замираний и т. п.), поздравления с праздниками и прочее.
Строго установленной формы карточки не существует. Она может быть односторонней или двусторонней, с рисунком или без. Бланк обычно изготавливают типографским способом, но иногда распечатывают на принтере. Встречались бланки, оттиснутые резиновым штампом на листке чистой бумаги или открытке. Можно даже полностью выписать карточку от руки, без всякого бланка. Но радиолюбители обычно стараются делать свои QSL-карточки более привлекательными, размещая на них разнообразные изображения — виды своей местности, собственные портреты и т. п. Карточки мемориальных станций, работающих в честь каких-либо событий и юбилеев, бывают полиграфически исполнены очень богато, иногда представляют собой целые буклеты. Некоторые национальные радиоклубы заказывают для своих членов массовым тиражом недорогие бланки QSL-карточек, в которые оператор может проставить свой позывной с помощью резинового штампа или другим способом. Сейчас многие не заполняют бланк вручную, а наклеивают распечатанный на принтере ярлычок с параметрами связи или распечатывают заполненную карточку целиком — многие программы для ведения аппаратного журнала имеют такую функцию.

## QSL-обмен
Доставкой QSL-карточек обычно занимаются QSL-бюро при радиолюбительских ассоциациях, но практикуется и прямая пересылка по почте — это намного дороже, но и намного быстрее (через бюро карточки путешествуют месяцами). При этом многие станции требуют присылать им предоплату за высылку карточки — конверт с обратным адресом и маркой, почтовые купоны или наличные деньги. Станции с большим объёмом QSL-обмена и работающие временно (например, радиоэкспедиции и мемориальные станции) пользуются услугами QSL-менеджера — радиолюбителя, который берет на себя обработку их QSL-почты. На QSL-карточке для такой станции нужно указывать позывной менеджера: «VIA WD9EWK», то есть «пересылать через WD9EWK». Существуют также независимые службы QSL-обмена, работающие на коммерческой основе. Самая известная из них — WF5E DX QSL Service. В СССР почтовая служба по соглашению с Центральным радиоклубом осуществляла бесплатную пересылку QSL-почты между местными радиоклубами и за границу.
В XXI веке естественным образом появились электронные QSL-бюро. Это доступные через интернет базы данных, куда клиент загружает сведения о проведенных связях и практически мгновенно получает информацию об их подтверждении. Самые известные из систем электронного QSL-обмена — eQSL и LoTW (Logbook of the World). Сервис eQSL позволяет распечатать полученные электронные карточки и имеет собственную дипломную программу (eAwards). LoTW ориентирован в основном на автоматизированный учёт выполнения условий дипломов Американской лиги радиолюбителей и журнала «CQ Magazine» (прежде всего DXCC), графическое представление QSL-карточки в нём отсутствует. Членство в этих двух системах само по себе бесплатное, платить приходится только за возможность получать дипломы и за некоторые дополнительные услуги, например, расширенные средства дизайна карточки и получение оперативного прогноза распространения радиоволн. Существуют также платные сервисы, которые принимают от радиолюбителей в электронном виде выписки из аппаратного журнала, на их основании печатают уже заполненные бумажные карточки и сами рассылают их. Это избавляет оператора от необходимости заказывать тираж бланков и посещать QSL-бюро.
Коротковолновики-наблюдатели (SWL, от англ. Short wave listener) также могут обмениваться QSL-карточками как с коммерческими, так и с радиолюбительскими станциями и получать ответные QSL. В данном случае такая QSL-карточка подтверждает тот факт, что станция действительно работала в указанное время с указанными параметрами, и наблюдатель мог слышать её работу.
QSL до сих пор используются при дальнем радиоприёме (см. DXing) радиовещательных и телевизионных станций, хотя и не так часто, как в 1960-x и 1970-x годах.

## Образцы QSL

QSL-карточка Г. А. Румянцева, один бланк на два позывных — UA1DZ, RU1DZ. Выписана Г. А. Члиянцу (UY5XE)
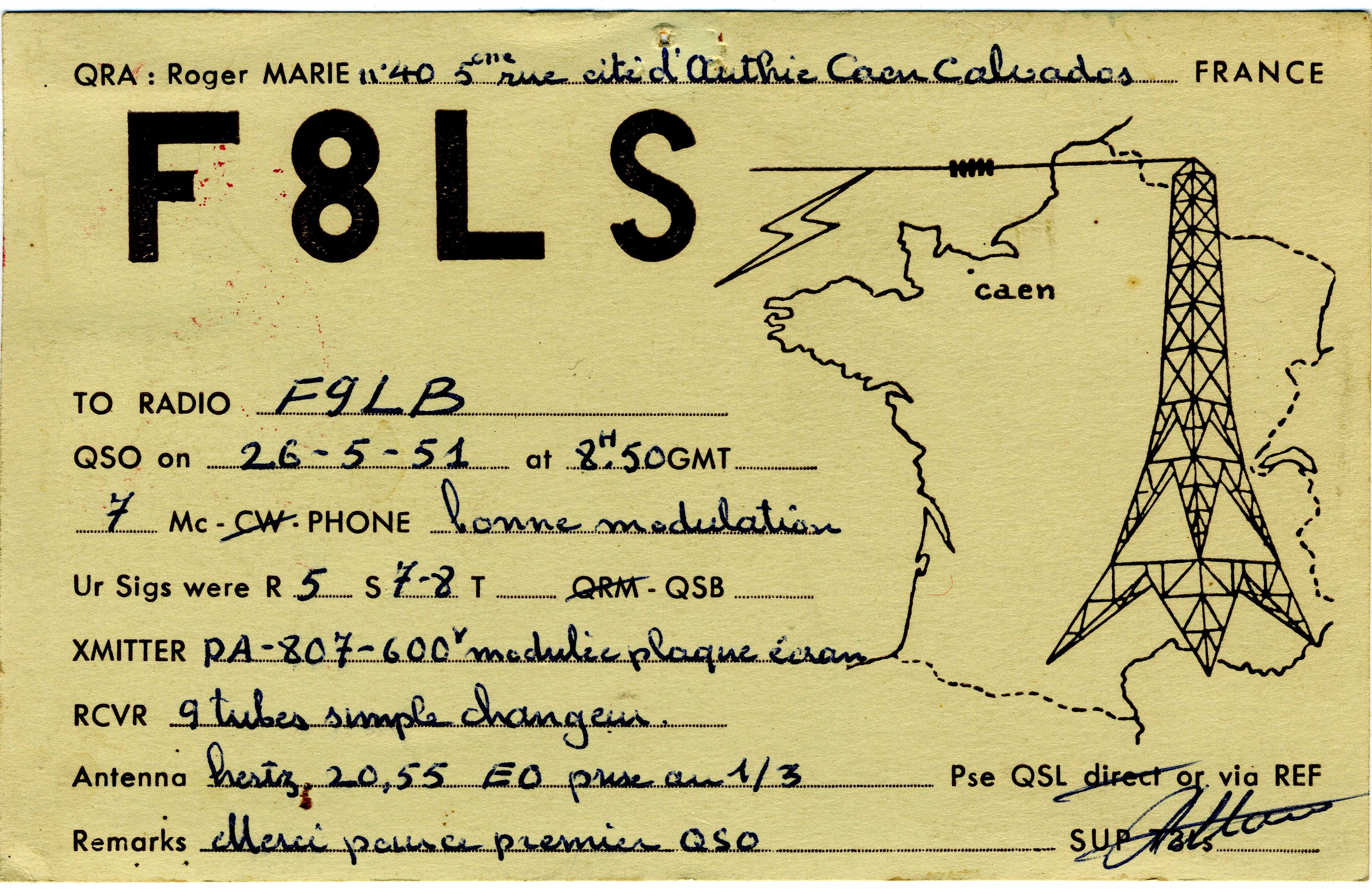
QSL-карточка французского радиолюбителя с подробными сведениями об аппаратуре и условиях связи
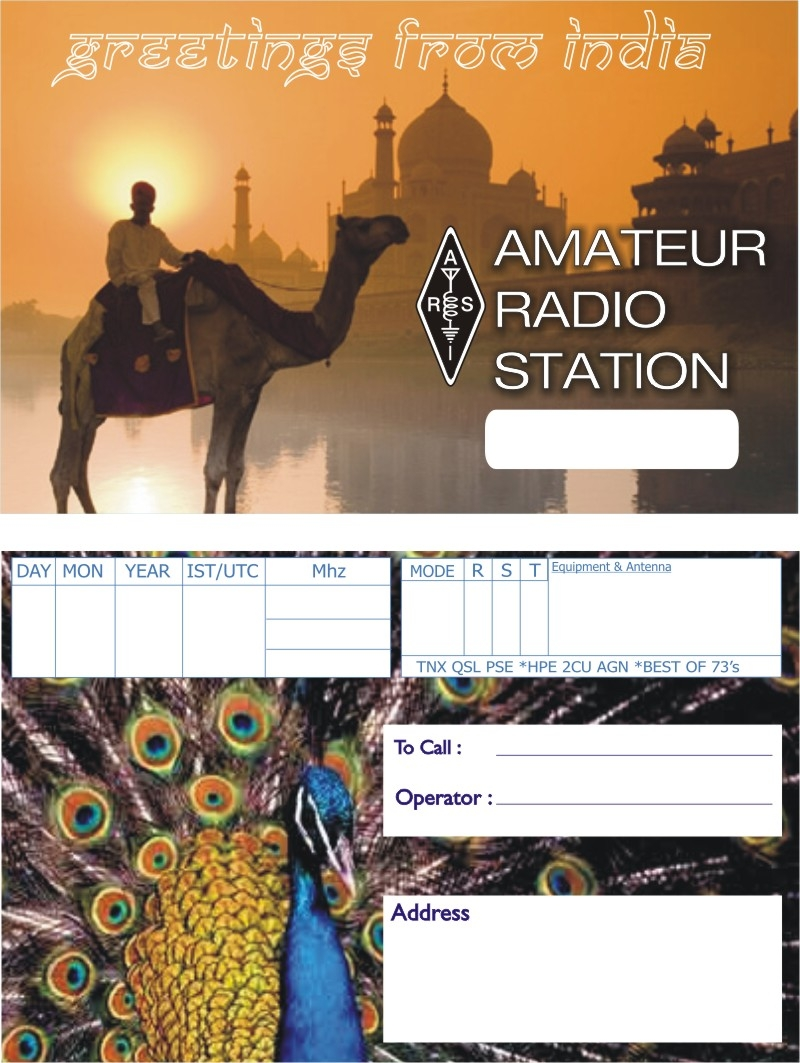
Стандартный двусторонний бланк QSL-карточки, выпущенный ARSI (радиолюбительским обществом Индии)
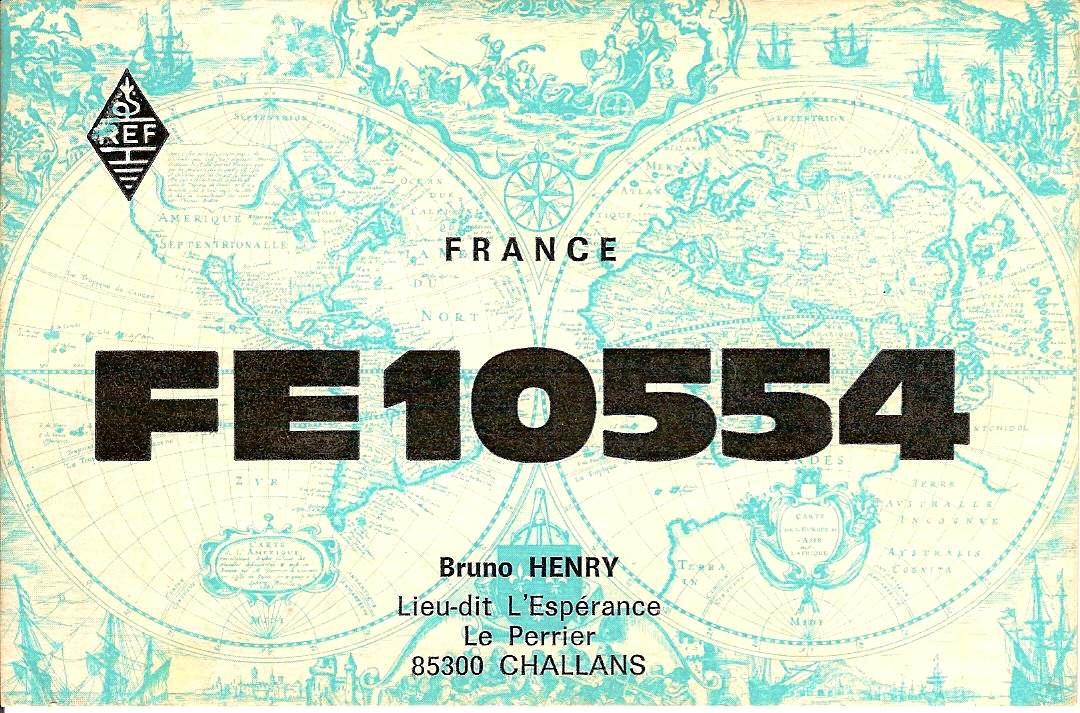
Карточка наблюдателя (лицевая сторона)
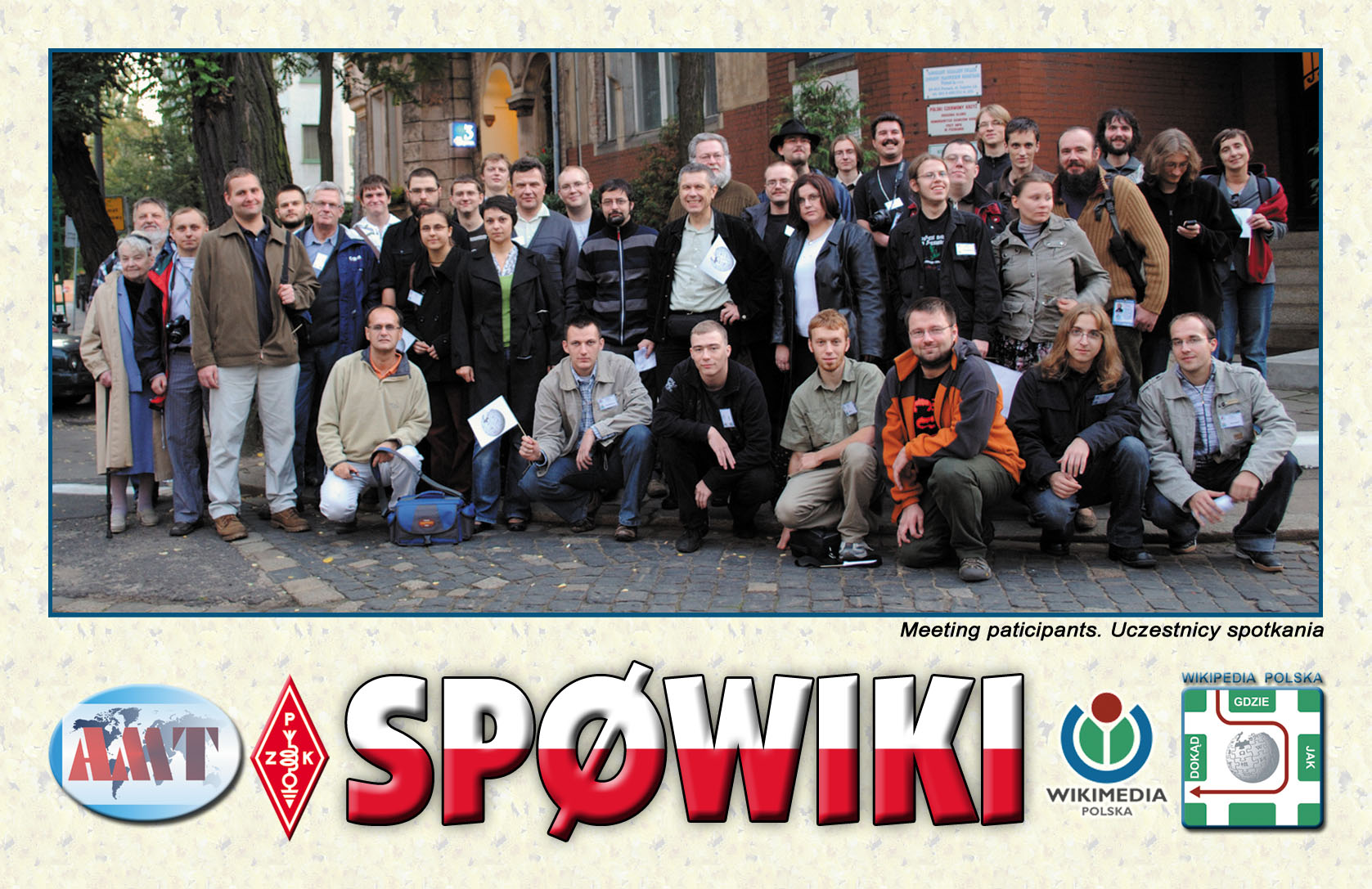
Карточка специальной станции, работавшей во время вики-встречи в Польше в 2008 г.
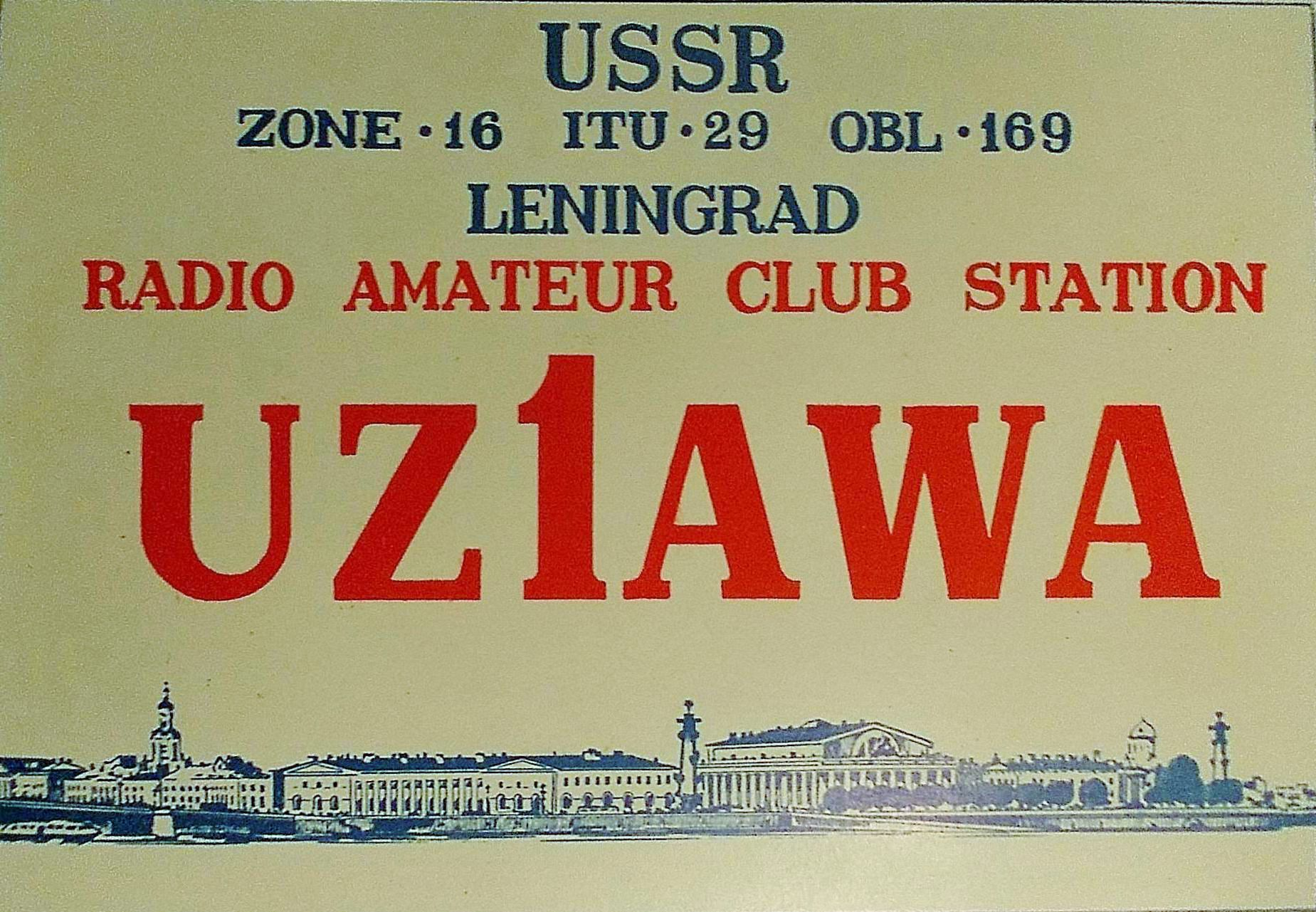
QSL-карточка коллективной любительской радиостанции Ленинграда в 1980-х годах.